# 今泉健司
今泉 健司（いまいずみ けんじ、1973年7月3日 - ）は、将棋棋士。棋士番号は299。愛知県豊橋市生まれ、広島県福山市出身。桐谷広人八段門下（1999年に奨励会を年齢制限で退会する前は、小林健二九段門下）。
2014年度に実施されたプロ編入試験に合格し、2015年4月1日付でプロ棋士四段となった。なお、プロ入り直前のアマ段位は七段であった。

## 人物
- 家族は父母姉妹。愛知県豊橋市生まれ。社会保険労務士関係の仕事をしていた父の都合で、6歳のとき岡山市に転居。小学校の図書室で読みふけった偉人の伝記で将棋に出会う。小学校4年生のときに広島県福山市に引っ越した[3]。
- 出身の広島県の隣県である岡山県出身の菅井竜也とは親しく、子どもの頃に将棋を教えたほか、後援会会員であった[4]。三段リーグ編入試験（後述）では、初段の菅井と対局し敗れている。詰将棋の作者としても、詰将棋パラダイス半期賞受賞の実績を有する。

### 最初の奨励会退会まで
小学2年で父から教えられ将棋を覚える。関西研修会に入会後、関西奨励会を受験も1回目は不合格。翌年関西研修会でクラスを上げ1987年9月に中学2年で関西奨励会編入。関西同期では四段入りしたものは居らず、関東同期では川上猛・三浦弘行・田村康介ら。1994年の第15回から三段リーグに在籍していたが、1999年の第25回で年齢制限により退会。この奨励会時代の師匠は小林健二。
奨励会入会後は、上阪し師匠小林宅の近くで一人暮らしを始める。一人暮らしで将棋以外の遊びも覚え、1992年には師匠から「広島に帰ってやり直せ」と叱責され実家に戻った。将棋に対する熱意は捨てがたく、地元でのアマ強豪の励ましもあり飲食店でアルバイトをしながら塾生を続けた。退会まで三段リーグの成績は、11期198戦101勝97敗と勝ち越していた。
三段リーグ初参加の第15回の成績は5勝13敗と降段点を喫する寸前であった。このうち1勝は、対局相手が直前に途中退会したための不戦勝であり、他4勝は全て後に棋士となる相手からであった（野月浩貴、堀口一史座、山本真也、増田裕司）。この成績は、途中退会者を除き最下位の成績。
第18回は瀬川晶司が年齢制限で奨励会を退会した期で、大崎善生著「将棋の子」にも取り上げられた混戦だった。最終日に昇段の可能性があったのは、12勝4敗の3名（1位堀口一史座、14位野月浩貴、23位藤内忍）と11勝5敗の2名（6位中座真と11位今泉）と10勝6敗の3位木村一基までの6名。今泉は1局目で木村に敗れ、競争相手の中座が勝ったため、昇段の可能性がなくなる。昇段の可能性はなくなったが、2局目は勝てば昇段が決まる中座に勝利する。中座と同じ12勝6敗であったが、リーグ表順位は中座の方が上位（前期中座は今泉から挙げた白星を含め10勝8敗、今泉は9勝9敗）であったため次点（3位）に終わり昇段できなかった。（中座は今泉に敗れたが、競争相手の野月、藤内、木村が全員敗れたため、2位で昇段を果たした。）
第21回は、次点の弟弟子伊奈祐介と同星の11勝7敗であったが、リーグ表順位が4位伊奈で5位今泉（前期はともに10勝8敗だったため、結果的に前々期の成績（直接対決は伊奈勝ち）が順位差となった。）のため今泉は次々点（4位）であった。なおこの期の直接対決でも敗れている。伊奈は次期も次点を獲得し、制度変更後初の次点2回でフリークラスの四段昇段を果たしている。12勝6敗の2位で昇段した増田裕司は年齢制限ぎりぎり（既に26歳になっていたが勝ち越しによる参加）であり、直接対決では今泉が敗れている。
第23回は、最終的に昇段した山本真也と中尾敏之の同星である12勝6敗の成績も、順位差で次点に終わる。最終日までに11勝5敗の2名（8位安用寺孝功と19位今泉）と10勝6敗の5名（1位山本、2位金沢孝史、3位大平武洋、4位松本秀介、7位中尾）の7名に昇段の可能性があり、安用寺と今泉は連勝すれば自力で昇段が決まる状況であった。今泉は1局目は大平に勝利したが、2局目は中尾に敗れた。12勝6敗となり、順位上位の11勝6敗の3名（山本対大平、松本対宮田敦史、安用寺対金沢）全員が負けた場合のみ、中尾と共に昇段であったが、山本が勝利したため今泉は昇段を逃した。なお中尾は、畠山成幸と畠山鎮以来の兄弟棋士を目指した松本秀介（第17回にプロ入りした松本佳介の3学年下の弟）が敗れたため、2位で昇段を果たした。
第18回、第23回と2度次点となったが、「次点2回でフリークラス編入」という規定ができたのは第20回のため、第18回の次点はカウントされず、第23回三段リーグを終えた時点でフリークラス編入の権利は与えられなかった。1999年度前期の第25回三段リーグで26歳の年齢制限を迎え、奨励会を退会する。

### 奨励会再挑戦と2度目の退会
退会後、通信制高校を卒業。レンタルビデオ店アルバイトを経て日本レストランシステムの正社員となる。その傍ら、将棋も続けアマチュア棋戦に参加。アマ竜王戦準優勝により参加した2003年の第16期竜王戦6組では、藤倉勇樹、安西勝一、佐藤義則とプロ棋士を立て続けに破り、ベスト8に進出した。準々決勝では、先述の因縁の相手である中尾敏之に敗れた。
2006年には、3つのアマチュア棋戦で優勝を収め、秋山太郎とともに、2007年に創設された三段編入試験（6勝で合格、3敗で不合格）の第一号の適用者となった。試験では6勝1敗（後述）の成績を収め合格した（秋山は5勝3敗で惜しくも不合格）。その秋山とは、日本レストランシステムに入社を誘われ、ともに調理師として働いていた仲であった。再度の奨励会入りに際して、小林健二に師匠を依頼したが、小林は再び労苦を共にするのは辛いと考え、今泉と同郷の桐谷広人に師匠を託した。なお2024年現在、今泉は史上唯一の三段編入試験合格者である。
2007年の第41回から2008年の第44回の4期、奨励会三段リーグに参加したが、四段に昇段することはできず、規定 により退会した。この間の最高成績は9位（2回）、4期通算の勝敗数は33勝39敗と負け越し。この奨励会在籍中に、2手目△3二飛戦法の開発により、将棋大賞の升田幸三賞を受賞した。奨励会員の受賞は史上初。再度の奨励会退会後、畠山鎮の紹介で証券会社に勤めた後、地元福山市で介護職として働く。

### プロ編入試験への道
2013年の第26期竜王戦6組は、八代弥、東和男、藤森哲也のプロ棋士3人に勝ち、第16期以来10年ぶりにベスト8に進出。竜王戦6組でプロ3人抜きを2度達成したアマチュアは今泉のみである。2014年6月8日、朝日アマ名人戦で5連覇中の清水上徹を2勝1敗で降して初優勝し、史上2人目（史上初は桐山隆）のアマタイトル大三冠（アマ竜王戦、アマ名人戦、朝日アマ名人戦）を達成した。同年7月5日、朝日杯オープンのプロアマ一斉対局で星野良生に勝利し、プロ編入試験の条件である対プロ棋士戦績が良いところをとって10勝かつ勝率6割5分を満たし、受験することを表明した。7月22日に日本将棋連盟へ2度目の奨励会と同様桐谷広人を師匠とし、プロ編入試験の受験申込を行った。
同年8月1日、朝日杯オープン一次予選2回戦で船江恒平を降し、3回戦に進出を決める。9月3日、3回戦の相手はプロアマの師弟対決2例目となる奨励会時代の師匠の小林健二。小林は和服で現れ、相入玉の末持将棋に1点足りず249手で今泉が勝ち、恩返しを果たす。小林からは「よくがんばった」「もう少し序盤を研究したほうがいい」などと労いの声を掛けられた。同日の1次予選決勝では、長沼洋に敗れた。同年9月19日、プロ編入試験第1局を4日後に控えた状態で銀河戦に出場。Fブロック1回戦で所司和晴に勝利する。プロ編入試験2局目から4日後の10月9日、先述2回戦で八代弥に、前年竜王戦6組の借りを返された。同年11月30日、3連覇中のアマ王将戦決勝で、元アマ王将の中川慧梧に敗れ4連覇を逃す。

### プロ編入試験合格
- 編入試験の対局は、現地で大盤解説会が開かれ、将棋連盟のモバイル中継やニコニコ生放送においても棋譜及び解説が放送された。
- 試験は棋士番号が若い順に新四段と最大5局指し3勝または3敗した時点で終了という規定で行われた。
- 5局の前後番は1局目開始直前に振り駒を行い、歩が3枚出たため、後手となった。そのため奇数局が後手、偶数局が先手に決定した。
- 第1局は、9月23日に関西将棋会館で指され、宮本広志四段に140手で白星を挙げる。宮本とは第42回三段リーグと第44回の2度対局して全敗していた。
- 第2局は、10月5日に同じく関西将棋会館で指され、先述プロ編入試験に必要な10勝目を献上した星野良生四段と再戦。145手で勝利し、プロ入りに王手をかけた。星野とは第43回でも対局しており、その時は負けていた。
- 第3局は、11月18日に対局相手の三枚堂達也四段の所属する東京の将棋会館で指され、139手で敗れストレート勝ちでのプロ入りは叶わなかった。三枚堂は初三段リーグ入りが今泉退会後の第53回のため、前述2名とは異なり対局は初であった。なお、三枚堂は三段リーグ参加1期で四段昇段を果たしている。
- 第4局は、12月8日に将棋会館で石井健太郎四段と指し、105手で勝利。編入試験で3勝目を挙げ、2015年4月1日付でプロ四段となることを決めた[14][15][1]。プロ編入試験が制度化されてからの合格者第1号であり、かつ、41歳でのプロ入りとなるため、新四段の最高齢記録（戦後）を更新した。石井は三段リーグ入りが第47回のため、三枚堂同様初対局であった。

今泉以前にアマから奨励会からの昇段を経ないでプロ棋士になったのは花村元司と瀬川晶司がいるが（うち花村は飛付五段で四段以下を経験しなかった）それぞれ特例でのプロ入りであり、プロ編入が制度化されてからのプロ編入試験受験者第一号となった。
プロ編入試験合格後、ブログ「今泉健司さんを応援する会公式ブログ」は「今泉の日常」と名前を変えた。2014年末限りで介護施設を退職し、将棋一本での生活に入る意思表示をした。2015年の指し初め式にはプロ棋士予定者として、元師匠である小林の誘いにより参加を果たしている。
2015年2月21日、囲碁将棋チャンネルでプロ編入記念対局と銘打ち、プロ編入の先輩である瀬川晶司と対局して敗れる。

### プロ入り後
2015年度、4月1日付で四段に昇段して正式に棋士となった。フリークラス編入のため順位戦には参加できず、10年以内のC級2組昇格を目指すことになった。
2016年度、11月17日の王位戦予選で畠山鎮に勝利して直近30局の対戦成績を20勝10敗（勝率.667）とし、順位戦C級2組への昇級条件の一つ「良い所取りで、30局以上の勝率が6割5分以上であること」を満たして順位戦C級2組への昇級を決めた。
2017年度、初参加となる第76期順位戦C級2組では、7連勝の後に2連敗して2018年3月15日の最終局をキャンセル待ち（自力では昇級できない）で迎え、最終局（対 瀬川晶司）に勝利したものの最終成績は8勝2敗となり、頭ハネでC級1組への昇級を逃した。
2018年度、第68回NHK杯テレビ将棋トーナメントで予選を勝ち抜き本戦に初出場した。7月15日放映の1回戦で藤井聡太を破り、「史上最年長で棋士になった今泉が、史上最年少で棋士になった藤井聡太を撃破」と話題を呼んだ。今泉と藤井は共に関西所属だが、この対局が初手合であった。続く2回戦で深浦康市を破りベスト16に入るも、3回戦で久保利明に破れた。
2020年6月1日、プロ通算100勝目を賭けたヒューリック杯棋聖戦一次予選・出口若武四段相手に2手差しの反則で負け。なお次戦6月18日順位戦C級2組1回戦・田中悠一五段に勝利し五段昇段を決めている。
アマ時代は、純粋な振り飛車党だったが、プロ編入後は、振り飛車党同士の対局のみ、居飛車を採用している。
遅咲きかつ奨励会退会後にプロ編入した数少ない実例としてNHKの将棋番組などで取り上げられるが、将棋研究をしなければいけない時間すらパチンコに逃げてしまったこともあるほどのギャンブラーであり、ギャンブルのやりすぎで将棋にマイナスに働いたこともある。

## 将棋略歴
- 1986年 関西研修会C2入会
- 1987年 研修会A2昇級、小林健二門下で奨励会6級編入
- 1987年 初段
- 1994年 三段リーグ入り
- 1999年 年齢制限により奨励会を退会（三段リーグ通算101勝97敗、最高3位2回）
- 2001年 全国アマチュア将棋レーティング選手権優勝、グランドチャンピオン戦優勝
- 2002年 アマチュア竜王準優勝
- 2003年 第16期竜王戦ランキング戦6組でプロ棋士3人を破り、ベスト8進出
- 2005年 アマチュア竜王準優勝
- 2006年 アマチュア竜王、アマチュア王将、平成最強戦優勝
- 2007年2月3日～3月28日 奨励会三段リーグ編入試験合格
- 2007年4月30日 第41回奨励会三段リーグに参加
- 2009年3月14日 第44回奨励会三段リーグ戦を5勝13敗で終え、再び奨励会を退会（三段リーグ編入後通算33勝39敗、最高9位）
- 2011年 アマチュア名人、アマチュア王将
- 2012年 アマチュア王将2連覇（史上初の連覇及び最多優勝の更新）、アマチュア竜王準優勝
- 2013年 第26期竜王戦ランキング戦6組でプロ棋士3人を破り、ベスト8進出、アマチュア王将3連覇（史上初の3連覇及び最多優勝の更新）
- 2014年 朝日アマ名人戦全国大会で優勝し、朝日アマ名人に挑戦し2-1で奪取に成功。アマ将棋「大三冠」を達成。プロ編入試験で3勝し、編入試験に合格する（プロ編入は2015年4月1日付）[15][1]。
- 2015年 プロ棋士四段

## 昇段履歴
- 1987年00月00日 : 6級 = 奨励会入り
- 1994年00月00日 :  三段
- 1999年09月30日 （奨励会退会、年齢制限）
- 2007年04月01日 : 三段（三段編入試験合格）
- 2009年03月31日 （奨励会退会、在籍期限=2年間）
- 2015年04月01日 : 四段（棋士編入試験合格） = プロ入り
- 2020年06月18日 : 五段（勝数規定/公式戦100勝）

## 主な成績

### 将棋大賞
- 第35回（2007年度）升田幸三賞（2手目△3二飛）

### 在籍クラス
| 開始 年度 | (出典)順位戦出典 | (出典)順位戦出典 | (出典)順位戦出典 | (出典)順位戦出典 | (出典)順位戦出典 | (出典)順位戦出典 | (出典)順位戦出典 | (出典)順位戦出典 | (出典)竜王戦出典 | (出典)竜王戦出典 | (出典)竜王戦出典 | (出典)竜王戦出典 | (出典)竜王戦出典 | (出典)竜王戦出典 | (出典)竜王戦出典 | (出典)竜王戦出典 | (出典)竜王戦出典 | (出典)竜王戦出典 |
| 開始 年度 | 期               | 名人             | A級              | B級              | B級              | C級              | C級              | 0                | 期               | 竜王             | 1組              | 2組              | 3組              | 4組              | 5組              | 6組              | 決勝 T           |                  |
| 開始 年度 | 期               | 名人             | A級              | 1組              | 2組              | 1組              | 2組              | 0                | 期               | 竜王             | 1組              | 2組              | 3組              | 4組              | 5組              | 6組              | 決勝 T           |                  |
| --- | ---------------- | ---------------- | ---------------- | ---------------- | ---------------- | ---------------- | ---------------- | ---------------- | ---------------- | ---------------- | ---------------- | ---------------- | ---------------- | ---------------- | ---------------- | ---------------- | ---------------- | ---------------- |
| 2015 | 74               |                  |                  |                  |                  |                  |                  | F編              | 29               |                  |                  |                  |                  |                  |                  | 6組              | --               | 2-2              |
| 2016 | 75               |                  |                  |                  |                  |                  |                  | F編              | 30               |                  |                  |                  |                  |                  |                  | 6組              | --               | 1-2              |
| 2017 | 76               |                  |                  |                  |                  |                  | C247             | 8-2              | 31               |                  |                  |                  |                  |                  |                  | 6組              | --               | 3-2              |
| 2018 | 77               |                  |                  |                  |                  |                  | C205             | 4-6              | 32               |                  |                  |                  |                  |                  |                  | 6組              | --               | 5-2              |
| 2019 | 78               |                  |                  |                  |                  |                  | C232             | 6-4              | 33               |                  |                  |                  |                  |                  |                  | 6組              | --               | 2-2              |
| 2020 | 79               |                  |                  |                  |                  |                  | C221             | 5-5              | 34               |                  |                  |                  |                  |                  |                  | 6組              | --               | 4-2              |
| 2021 | 80               |                  |                  |                  |                  |                  | C228             | 3-7              | 35               |                  |                  |                  |                  |                  |                  | 6組              | --               | 4-2              |
| 2022 | 81               |                  |                  |                  |                  |                  | C243             | 7-3              | 36               |                  |                  |                  |                  |                  |                  | 6組              | --               | 0-2              |
| 2023 | 82               |                  |                  |                  |                  |                  | C214             | 3-7              | 37               |                  |                  |                  |                  |                  |                  | 6組              | --               |                  |
| 2024 | 83               |                  |                  |                  |                  |                  | C241             |                  | 38               |                  |                  |                  |                  |                  |                  | 6組              | --               |                  |
| 2025 | 84               |                  |                  |                  |                  |                  | C215             |                  | 39               |                  |                  |                  |                  |                  |                  | 6組              | --               |                  |
| 順位戦、竜王戦の 枠表記 は挑戦者。右欄の数字は勝-敗(番勝負/PO含まず)。 順位戦の右数字はクラス内順位 ( x当期降級点 / *累積降級点 / +降級点消去 ) 順位戦の「F編」はフリークラス編入 /「F宣」は宣言によるフリークラス転出。 竜王戦の 太字 はランキング戦優勝、竜王戦の 組(添字) は棋士以外の枠での出場。 |                  |                  |                  |                  |                  |                  |                  |                  |                  |                  |                  |                  |                  |                  |                  |                  |                  |                  |

### 年度別成績
| 年度             | 対局数 | 勝数 | 負数 | 勝率   | (出典) |
| ---------------- | ------ | ---- | ---- | ------ | ------ |
| 2015             | 22     | 12   | 10   | 0.5454 | [ 27 ] |
| 2016             | 36     | 22   | 14   | 0.6111 | [ 28 ] |
| 2017             | 31     | 18   | 13   | 0.5806 | [ 29 ] |
| 2018             | 43     | 22   | 21   | 0.5116 | [ 30 ] |
| 2019             | 41     | 23   | 18   | 0.5609 | [ 31 ] |
| 2020             | 33     | 17   | 16   | 0.5151 | [ 32 ] |
| 2015-2020 (小計) | 206    | 114  | 92   |        |        |
| 年度             | 対局数 | 勝数 | 負数 | 勝率   | (出典) |
| 2021             | 38     | 23   | 15   | 0.6052 | [ 33 ] |
| 2022             | 36     | 20   | 16   | 0.5555 | [ 34 ] |
| 2023             | 31     | 12   | 19   | 0.3870 | [ 35 ] |
| 2021-2023 (小計) | 105    | 55   | 50   |        |        |
| 通算             | 311    | 169  | 142  | 0.5434 | [ 36 ] |
| 2023年度まで     |        |      |      |        |        |

## 奨励会三段リーグ編入試験の経過
|       | 対局日         | 相手（手合い）         | 勝敗 |
| ----- | -------------- | ---------------------- | ---- |
| 第1局 | 2007年02月03日 | 吉田正和二段（平手）   | ○    |
| 第2局 | 2007年02月03日 | 森下裕也二段（平手）   | ○    |
| 第3局 | 2007年02月24日 | 澤田真吾初段（香落ち） | ○    |
| 第4局 | 2007年02月24日 | 斎藤慎太郎初段（平手） | ○    |
| 第5局 | 2007年03月03日 | 菅井竜也初段（平手）   | ●    |
| 第6局 | 2007年03月03日 | 藤田一樹初段（香落ち） | ○    |
| 第7局 | 2007年03月28日 | 都成竜馬二段（平手）   | ○    |

- 段位・肩書きは対局時点。6勝、または3敗した時点で終了。
- 対局は全て関西将棋会館で行われた。

## プロ棋士編入試験の経過
|       | 対局日         | 相手           | 手番 | 勝敗 |
| ----- | -------------- | -------------- | ---- | ---- |
| 第1局 | 2014年09月23日 | 宮本広志四段   | 後手 | ○    |
| 第2局 | 2014年10月05日 | 星野良生四段   | 先手 | ○    |
| 第3局 | 2014年11月18日 | 三枚堂達也四段 | 後手 | ●    |
| 第4局 | 2014年12月08日 | 石井健太郎四段 | 先手 | ○    |
| 第5局 | 実施せず       | 竹内雄悟四段   | -    | -    |

- 段位・肩書きは申請時点。3勝、または3敗した時点で終了。
- 1局目と2局目は関西将棋会館、3局目と4局目は将棋会館（東京都渋谷区）で指された。
- 4局目までに3勝を挙げ、四段編入が決まったため、5局目は行われなかった。
- 1局目に振り駒で手番を決定し後手番となった。奇数局は1局目と同じく後手番、偶数局は逆の先手番となる。

## アマ時代の対プロ戦績
- アマチュアとして、プロ棋士との公式戦対局の成績を記述する。三段リーグ編入試験以前と奨励会退会以降で分割する。

|   | 対局日         | 対局者         | 手番 | 勝敗 | 棋戦                                      |
| - | -------------- | -------------- | ---- | ---- | ----------------------------------------- |
| 1 | 2002年12月19日 | 藤倉勇樹四段   | 後手 | ○    | 第16期竜王戦 6組ランキング戦1回戦         |
| 2 | 2003年01月30日 | 安西勝一六段   | 後手 | ○    | 第16期竜王戦 6組ランキング戦2回戦         |
| 3 | 2003年03月03日 | 佐藤義則八段   | 先手 | ○    | 第16期竜王戦 6組ランキング戦3回戦         |
| 4 | 2003年04月07日 | 中尾敏之四段   | 先手 | ●    | 第16期竜王戦 6組ランキング戦4回戦         |
| 5 | 2003年12月03日 | 島本亮四段     | 後手 | ○    | 第17期竜王戦 6組ランキング戦1回戦         |
| 6 | 2004年01月09日 | 安用寺孝功四段 | 後手 | ●    | 第17期竜王戦 6組ランキング戦2回戦         |
| 7 | 2004年06月06日 | 村山慈明四段   | 先手 | ●    | 第23回朝日オープン将棋選手権 予選1組1回戦 |
| 8 | 2005年12月14日 | 髙﨑一生四段   | 先手 | ●    | 第19期竜王戦 6組ランキング戦1回戦         |
| 9 | 2006年12月21日 | 糸谷哲郎四段   | 先手 | ●    | 第20期竜王戦 6組ランキング戦1回戦         |

- 奨励会2度目の退会以降

|    | 対局日         | 対局者       | 手番 | 勝敗 | 棋戦                                        |
| -- | -------------- | ------------ | ---- | ---- | ------------------------------------------- |
| 1  | 2012年02月21日 | 豊島将之六段 | 後手 | ●    | 第38期棋王戦 予選6組1回戦                   |
| 2  | 2012年07月07日 | 牧野光則四段 | 先手 | ○    | 第6回朝日杯将棋オープン戦 一次予選4組1回戦  |
| 3  | 2012年07月28日 | 桐山清澄九段 | 後手 | ○    | 第6回朝日杯将棋オープン戦 一次予選4組2回戦  |
| 4  | 2012年08月30日 | 中座真七段   | 後手 | ○    | 第21期銀河戦 本戦Hブロック1回戦             |
| 5  | 2012年08月30日 | 吉田正和四段 | 先手 | ○    | 第21期銀河戦 本戦Hブロック2回戦             |
| 6  | 2012年08月31日 | 大石直嗣四段 | 先手 | ●    | 第6回朝日杯将棋オープン戦 一次予選4組3回戦  |
| 7  | 2012年10月23日 | 牧野光則四段 | 後手 | ●    | 第21期銀河戦 本戦Hブロック3回戦             |
| 8  | 2012年12月06日 | 八代弥四段   | 後手 | ○    | 第26期竜王戦 6組ランキング戦1回戦           |
| 9  | 2013年01月18日 | 東和男七段   | 後手 | ○    | 第26期竜王戦 6組ランキング戦2回戦           |
| 10 | 2013年03月15日 | 藤森哲也四段 | 後手 | ○    | 第26期竜王戦 6組ランキング戦3回戦           |
| 11 | 2013年04月30日 | 門倉啓太四段 | 先手 | ●    | 第26期竜王戦 6組ランキング戦4回戦           |
| 12 | 2013年09月12日 | 竹内雄悟四段 | 先手 | ○    | 第22期銀河戦 本戦Eブロック1回戦             |
| 13 | 2013年09月12日 | 伊奈祐介六段 | 先手 | ○    | 第22期銀河戦 本戦Eブロック2回戦             |
| 14 | 2013年10月31日 | 髙見泰地四段 | 後手 | ●    | 第22期銀河戦 本戦Eブロック3回戦             |
| 15 | 2014年07月05日 | 星野良生四段 | 後手 | ○    | 第8回朝日杯将棋オープン戦 一次予選14組1回戦 |
| 16 | 2014年08月01日 | 船江恒平五段 | 先手 | ○    | 第8回朝日杯将棋オープン戦 一次予選14組2回戦 |
| 17 | 2014年09月03日 | 小林健二九段 | 先手 | ○    | 第8回朝日杯将棋オープン戦 一次予選14組3回戦 |
| 18 | 2014年09月03日 | 長沼洋七段   | 先手 | ●    | 第8回朝日杯将棋オープン戦 一次予選14組決勝  |
| 19 | 2014年09月19日 | 所司和晴七段 | 後手 | ○    | 第23期銀河戦 本戦Fブロック1回戦             |
| 20 | 2014年10月09日 | 八代弥四段   | 後手 | ●    | 第23期銀河戦 本戦Fブロック2回戦             |

- 段位・肩書きは対局時点。
- プロ編入試験の条件である良いところから見て10勝時点を満たした時点で、10勝4敗勝率0.714。2012年以降では、13勝7敗勝率0.65。

## 著作
- 最強アマ直伝! 勝てる将棋、勝てる戦法. マイナビ将棋BOOKS. マイナビ. (2014年4月23日). ISBN 978-4839951344
- 介護士からプロ棋士へ 大器じゃないけど、晩成しました. 講談社. (2015年3月26日). ISBN 978-4062194389
- プロ合格の原動力! 今泉の勝てる中飛車. マイナビ将棋BOOKS. マイナビ. (2015年12月15日). ISBN 978-4839957827
- 自由自在! 中飛車の新常識. マイナビ将棋BOOKS. マイナビ. (2018年11月21日). ISBN 978-4839967680
- 受けが弱いと将棋は勝てない 今泉流受けの極意. マイナビ将棋BOOKS. マイナビ. (2019年11月14日). ISBN 978-4839971236

## メディア出演
- WELFARE group presents それU.K.!! ミライbridge（FM大阪、2020年4月26日）[37]